# 日本自然災害学会
日本自然災害学会（にほんしぜんさいがいがっかい、英文名: Japan Society for Natural Disaster Science、略称: JSNDS）は、1959年の伊勢湾台風による災害を契機として自然災害科学の研究の向上と発展につとめるとともに、防災・減災に資することを目的として1981年に設立された学会。会員数約700名。
事務局を京都府宇治市五ヶ庄京都大学防災研究所内に置いている。
　

## 活動
- 学術大会・学術例会・研究会・講習会・学術講演会等の開催
- 自然災害科学研究の国際的学術交流
- 総合学術情報誌の発行
- 自然災害の基礎的学術研究、応用的技術研究ならびに防災・減災システムの究明に関する調査研究
- 自然災害科学の知識の普及、大学・官公庁・民間団体等の自然災害関係研究者および技術者の交流と連携
- 自然災害関係の研究者および技術者の養成など[1]

## 機関誌
- 『自然災害科学』[2]（年4回）
- 英文誌 『Journal of Natural Disaster Science』（年2回）